# Joseph Gan Junqiu

Erzbischofswappen

Joseph Gan Junqiu (chinesisch 甘俊邱 / 甘俊邱, Pinyin Gān Jùnqiū, * 4. April 1964 in Guangdong) ist ein chinesischer römisch-katholischer Erzbischof.
Gan Junqiu absolvierte 1991 das Theologische und Philosophische Seminar für Zentral- und Südchina in Wuhan, er gehörte dem zweiten Absolventen-Jahrgang an. Im selben Jahr wurde er zum Priester geweiht und lehrte dort bis 2000 als Dekan für Studien- und allgemeine Angelegenheiten. Anschließend kehrte er in die Diözese Guangzhou zurück, wo er Diözesankanzler und Direktor des Komitees für kirchliche Besitzungen wurde. Am 4. Dezember 2007 wurde er mit Anerkennung durch den Papst und die chinesischen Behörden Erzbischof von Guangzhou.
Bischof Gan war im Juli 2011 mehrere Tage im Gewahrsam der chinesischen Behörden, zusammen mit seinen Amtsbrüdern Liang Jiansen (Jiangmen), Liao Hongqing (Meizhou) und Su Yongda (Zhanjiang), die ihn zu einer Bischofsweihe nach Shantou brachten.